# Suji
Suji ist ein Verwaltungsbezirk (Ward) des Distrikts Same in der tansanischen Region Kilimandscharo.

## Geografie
Suji liegt im Nordosten von Tansania etwa 40 Kilometer südlich der Distrikthauptstadt Same im Pare-Gebirge. Der Bezirk grenzt im Norden an Tae, im Osten an Bwambo, im Süden an Gavao-Saweni und im Westen an Makanya. Bei der Volkszählung 2022 lebten 4681 Menschen in 1138 Haushalten auf einer Fläche von 31,9 Quadratkilometern.

## Gliederung
Der Bezirk besteht aus zwei Gemeinden (Mtaa) mit neun Orten (Kitongoji):
| Malindi - Chankanga - Magunga - Tariso - Ngulu - Kitunda | Gonjanza - Mvutini - Chairika - Kitala - Mng’ende |

## Wirtschaft und Infrastruktur
- Bildung: Im Bezirk liegen zwei weiterführende Schulen.[8] Die Malindi Secondary School ist eine staatliche Schule,[9] die Suji High School ist eine 1985 gegründete Privatschule, die von den Siebenten-Tags-Adventisten geführt wird.[10]
- Gesundheit: In Malindi gibt es eine staatliche[11] und eine private Apotheke,[12] eine weitere staatliche Apotheke gibt es in Gonjanza.[13]